# Ram Dulari Sinha
Ram Dulari Sinha (Gopalganj, India, 8 de diciembre de 1922- Nueva Delhi, India, 31 de agosto de 1994) fue una política de la India.

## Biografía
Ram Dulari Sinha nació el 8 de diciembre de 1922 en Gopalganj.
Dulari Sinha fue una parlamentaria india, miembro del Congreso Nacional Indio y del Consejo de ministros de la Unión. También fue gobernadora de Kerala entre el 23 de febrero de 1988 y el 12 de febrero de 1990.
Falleció el 31 de agosto de 1994 en la ciudad de Nueva Delhi, India.